# シャンデリアステークス
オークリーフステークス（Oak Leaf Stakes）は、アメリカ合衆国のサンタアニタ競馬場にて、毎年9月の末に開催される競馬の競走である。
2012年から2024年まではシャンデリアステークス（Chandelier Stakes）の名称で行われていた。

## 概要
ブリーダーズカップ・ジュヴェナイルフィリーズへ向けた西海岸の重要な2歳牝馬ダート競走である。
2019年まではGIに格付けされていたが、2020年よりGIIに降格されることになった。

## 近年の勝ち馬
- 2024 Non Compliant
- 2023 Chatalas
- 2022 And Tell Me Nolies
- 2021 Ain't Easy
- 2020 Princess Noor
- 2019 Bast
- 2018 Bellafina
- 2017 Moonshine Memories
- 2016 Noted and Quoted
- 2015 Songbird
- 2014 Angela Renee[2]
- 2013 Secret Compass
- 2012 Executiveprivilege
- 2011 Weemissfrankie
- 2010 Rigoletta
- 2009 Blind Luck
- 2008 Stardom Bound
- 2007 Cry and Catch Me
- 2006 Cash Included
- 2005 Diamond Omi
- 2004 Sweet Catomine
- 2003 Halfbridled
- 2002 Composure
- 2001 T ali'sluckybusride